# ライトニング・フィールド
ライトニング・フィールド(The Lightning Field)または稲妻の平原は、ウォルター・デ・マリアによって制作されたカトロン郡 (ニューメキシコ州)にあるランド・アートである。固くとがった先端を持つ400本のステンレス鋼が1マイル×1キロメートルの長方形の範囲に格子状に整列している。

## 歴史
ディア芸術財団により発注され、作品の維持も行っている。デ・マリアと彼のアシスタントRobert FosdickとHelen Winklerは、主な作品のための土地である北アメリカ大陸の分水嶺の東およそ11.5マイル (18.5 km)という場所に決定するまで、土地を探してカリフォルニア州、ネバダ州、ユタ州、アリゾナ州、テキサス州をトラックで5年間走った。何もない海抜7,200フィート（2200メートル）の最中に400本のステンレス鋼のポールが格子状に設置されている。格子は1マイルかける1キロメートルの長方形の中に220フィート間隔で設置されている。ポールは差し渡し2インチで、高さは地面が少し波打っているので様々であり、最も短いものは15フィート（4.5メートル）、最も長いものは26フィート9インチ（8.2メートル）である。ポールは普通の人間よりも何倍か高く、その頂端は地形とは関係なく水平な面になるように揃えられている。それぞれの鉄棒にはコンクリートの基礎がある。深さは3フィートで差し渡しは1フィートで、地表から1フィート下から埋まっている。これらは毎時110マイル (180 km)までの風に耐えられるようにできている。
タイトルや形状から、稲妻がよく直撃することが暗示されている一方で、実際に落ちることはまれである。
ライトニング・フィールドの維持運営の補助は一部、Ray A. Graham IIIと1996年にチャレンジ助成金を助成したLannan Foundationの寄付で成り立っている。ライトニング・フィールドの周りにある未開発の草原を永久保存する支援は、Dia's Board of Trusteesとニューメキシコ州と、デ・マリアのアシスタントのHelen Winkler Fosdickと グッチが行っている。
ライトニング・フィールドは2012年までに全体を補強しなければならなくなった。ライトニング・フィールドを維持するために必要な400,000ドルをどうにか工面するために、デ・マリアのギャラリーの代表であるラリー・ガゴシアンと、ミウッチャ・プラダが一体となって修復運動を指揮した。ライトニング・フィールドに対する作業は2013年初頭に始まった。

## 刊行物での言及
ライトニング・フィールドはMorgan Huntの小説Blinded by the Lightの中で顕著に取り上げられている。また、コーマック・マッカーシーの作品、Blood Meridianのエピローグのイメージに影響している可能性がある。
2011年のザ・ニューヨーカーでも、ジェフ・ダイヤーによるPoles Apartという記事のテーマになっている。

## 訪問
一年のうち六ヶ月しか訪問できず、さらに現地の簡易宿泊施設で夜を越すための事前予約が必要である。現地への移動は、集合場所から地域の丸太小屋まで長々と車に乗ることになる。ライトニング・フィールドは独りきりかごく少人数で見ることを意図しているため、現地の小屋は初め荒れ果てていたが修復され、最大六人泊まれる。バスルーム二つとキッチンとコモンルームがある。キャンプは許可されていない。